# Des heures de désir
Albums de Sylvie Vartan
Danse ta vie
(1983) Made in USA
(1985)
Des heures de désir est le 26e album (et une chanson) de Sylvie Vartan sorti en 1984 en LP 33 tours, et en K7 audio.

## Liste des titres

### Face A
1. Des heures de désir
2. Hold-up au sentiment
3. Définitivement
4. Déclare l'amour comme la guerre
5. Love again (duo avec John Denver),

### Face B
1. Les années passent
2. Promène-moi
3. Le rêve américain
4. En direct
5. Impressionne-moi.

## Extraits
- Déclare l'amour comme la guerre / En direct.
- Love again (en duo avec John Denver) / Lucie.
- Des heures de désir (new mix) / Les années passent.

## Anecdotes
Le titre Des heures de désir est la reprise de la chanson Wrap Your Arms Around Me écrite par Mike Chapman et Holly Knight interprétée par Agnetha Fältskog (membre du groupe ABBA) et tirée de son album du même nom sorti en 1983.